# History (canción de Exo)
«History» es el segundo sencillo del grupo masculino EXO, interpretado por sus subgrupos EXO-K y EXO-M. La canción fue lanzada como sencillo digital el 9 de marzo de 2012, bajo el sello SM Entertainment.

## Lanzamiento y promoción
«History» fue compuesta por Thomas Troelsen, Remee Mikkel Sigvardt Jackman y Yoo Young-jin. La versión en coreano fue interpretada por EXO-K, mientras que EXO-M presentó la versión en mandarín.Los vídeos musicales se lanzaron en YouTube el 8 de marzo de 2012, un día antes de que la canción estuviera disponible para descargar en iTunes.
EXO-K y EXO-M presentaron la canción en las dos versiones durante un showcase el 31 de marzo de 2012 en Seúl, Corea del Sur, seguido de otro evento similar en Pekín, China, el 1 de abril de 2012.
El 8 de abril, EXO-K se presentó en el programa musical Inkigayo, interpretando «History» junto a su canción debut, «Mama». Además, el grupo continuó su promoción al cantar en M! Countdown el 12 de abril, en Music Bank y Show! Music Core el 13 de abril.

## Vídeo musical
Dos vídeos musicales de «History» fueron lanzados en YouTube el 8 de marzo de 2012 a través del canal oficial de SM Entertainment. Cada vídeo presenta dos versiones diferentes, mostrando a todos los miembros de EXO. En las grabaciones, se pueden ver a los grupos bailando en un entorno rocoso y ventoso, así como en un estudio de vibrante color azul.

## Posicionamiento
| Lista (2012)                       | Mejor posición |
| ---------------------------------- | -------------- |
| Corea del Sur (Gaon Digital Chart) | 86             |